# Amor Rourou
Amor Rourou, né le 16 mars 1931 à Ksar Hellal, est un haut fonctionnaire et homme politique tunisien.

## Biographie
Il occupe de nombreux postes dans la haute fonction publique tunisienne : chef du service géophysique à la Société de recherches et d'exploitation des pétroles en Tunisie jusqu'en 1967, il en devient directeur général adjoint en 1970 avant d'en devenir le PDG, de 1980 à 1991. Amor Rourou fonde par ailleurs l'Entreprise tunisienne d'activités pétrolières en 1972, et en est le PDG de 1974 à 1979. Il est également, de 1971 à 1974, PDG de la Compagnie franco-tunisienne des pétroles.
En parallèle, il occupe à plusieurs reprises des fonctions au sein du gouvernement : chef du département de l'énergie de 1968 à 1969, directeur des mines et de l'énergie de 1970 à 1974, et enfin ministre de l'Industrie, des Mines et de l'Énergie de 1979 à 1980.